# 王震 (北宋)
王震（1046年—1095年），字子发，北宋大名莘县人，王旦曾孙，王素的从孙。
王震由于父亲恩荫，试铨优等，赐进士及第。预修条例，加馆阁校勘。检正孔目吏房。元丰年间，授尚书右司员外郎，奉诏修《市易敕》。上奏诸路学制，宋神宗称道其才。宋哲宗元祐初年，为给事中，被御史王岩叟弹劾，以龙图阁待制知蔡州。绍圣元年，入为给事中，拜龙图阁直学士、知开封府。因与章惇不和，改任枢密都承旨，夺职，降知岳州，不久去世。